# Première guerre des Boers
Pour les articles homonymes, voir Guerre des Boers.
Batailles
- Bronkhorstspruit
- Rustenburg
- Marabastad
- Lydenburg
- Elandsfontein
- Laing's Nek
- Schuinshoogte
- Rooihuiskraal
- Majuba Hill

La première guerre des Boers (anglais : First Boer War, afrikaans : Eerste Vryheidsoorlog, littéralement « première guerre de Libération ») également connue en tant que première guerre anglo-boer ou encore guerre du Transvaal, est un conflit qui se déroule entre le 16 décembre 1880 et le 23 mars 1881.

## Circonstances

### La menace britannique contre les républiques boers
La partie sud du continent africain fut dominée au XIXe siècle par une série de luttes visant à la création d'un État unique unifié. Les ambitions britanniques pour ce faire avaient trois motivations principales : en premier contrôler la route vers les Indes, la principale colonie de la Couronne, et passant par Le Cap ; ensuite, la découverte en 1868 d'un important gisement de diamants dans la région de Kimberley à la limite entre la Colonie du Cap et l'État indépendant d'Orange, puis en 1886 un important gisement d'or au Transvaal; enfin le cadre général du partage de l'Afrique, la lutte engagée par les puissances coloniales européennes pour acquérir des territoires en Afrique. Les colonisateurs potentiels comptaient ainsi le Portugal (qui contrôlait déjà les actuels territoires du Mozambique et de l'Angola), l'Allemagne (l'actuelle Namibie), et plus au nord la Belgique (État indépendant du Congo) et la France (Afrique occidentale et équatoriale, Madagascar).
Les tentatives britanniques d'annexion du Transvaal en 1880 et celle en 1899 du Transvaal et de l'État libre d'Orange (menant à la seconde guerre des Boers) furent les principales incursions en Afrique australe, mais il y en eut d'autres. En 1868, les Britanniques annexèrent le Basutoland dans les monts du Drakensberg (l'actuel Lesotho, entouré par les deux colonies britanniques du Cap et du Natal, ainsi que les deux États boers) à la suite d'une demande de Moshesh, le commandant d'un groupe de réfugiés des guerres zouloues, qui demanda aux Britanniques une protection contre les Zoulous et les Boers. Dans les années 1880, le Bechuanaland (le Botswana moderne, situé au nord du fleuve Orange) fut l'objet d'un contentieux entre les Allemands à l'ouest, les Boers à l'est, et la colonie britannique du Cap au sud. Bien que le Bechuanaland n'avait à l'époque que peu de valeur économique, la « route des missionnaires » passait par le territoire vers le nord. Lorsque les Allemands annexèrent le Damaraland et le Namaqualand (la Namibie moderne) en 1884, les Britanniques annexèrent le Bechuanaland en 1885.
La Grande-Bretagne acquit la colonie du Cap en 1814 après les guerres napoléoniennes. Certains groupes de colons néerlandais (les « Boers ») n'acceptèrent pas le contrôle britannique, bien que celui-ci permît un essor économique. Il y eut dès lors plusieurs vagues de migration de ces fermiers (dénommés dès lors Trekboers), d'abord vers l'est en direction de la région du Natal, puis finalement davantage vers le nord et l'intérieur du continent, où ils établirent deux États, l'État libre d'Orange et le Transvaal (littéralement « au-delà de la rivière Vaal », un affluent du fleuve Orange).
Les Britanniques ne tentèrent pas d'empêcher les Trekboers de quitter le Cap. Ils les considéraient comme des pionniers, colonisant l'intérieur et ouvrant la voie à l'occupation des territoires, permettant à terme d'agrandir la Colonie du Cap vers l'est. L'annexion de Natalia permit par ailleurs la création de la colonie du Natal en 1845. Vers l'intérieur, les Anglais reconnurent les deux nouvelles républiques boers créées par deux traités : la Convention de Sand River en 1852 qui reconnaissait la république du Transvaal, et la Convention de Bloemfontein de 1854 qui reconnaissait l'indépendance de l'État libre d'Orange. Cependant, l'expansion coloniale britannique ne se fit pas sans divers affrontements entre d'une part les Boers, et d'autre part les tribus locales dont le territoire était progressivement incorporé au cours du XIXe siècle.
La découverte de diamants en 1867 près de la rivière Vaal, à environ neuf cents kilomètres au nord du Cap, mit fin à l'isolement des Boers et changea l'histoire de l'Afrique du Sud. Cette découverte déclencha une « ruée sur les diamants » attirant des gens du monde entier vers Kimberley, qui devint rapidement une ville de 50 000 habitants, attirant les convoitises de l'Empire britannique. Dès les années 1870, les Britanniques annexèrent le Griqualand Ouest, site de la découverte des diamants de Kimberley.
Le secrétaire d'État aux Colonies Lord Carnarvon tenta un moment d'étendre l'influence britannique en 1875 en proposant aux deux républiques boers l'organisation d'une fédération de l'Afrique du Sud sur le modèle mis en place en 1867 pour les provinces francophones et anglophones du Canada, mais les dirigeants boers déclinèrent l'invitation. Les annexions britanniques successives, et en particulier l'annexion du Griqualand Ouest, créèrent un climat de méfiance entre les Britanniques et les républiques boers.

### La menace zouloue
Il y avait également d'autres pressions contre le territoire des deux républiques boers. L'État libre d'Orange et le Transvaal étaient entouré par les colonies du Cap et du Natal au sud, mais aussi le Royaume zoulou à l'est et d'autres puissances coloniales (dont les territoires britanniques de Rhodésie et du Bechuanaland).
Durant les années 1870, il y eut une série d'escarmouches entre le Transvaal et les « tribus » locales, en particulier avec les Pedi dirigés par Sekhukhune Ier, et avec lesquelles une guerre se déroula en 1876, au cours de laquelle les Boers furent défaits, les Pedi ayant acquis des armes à feu après avoir travaillé dans les mines de Kimberley.
Il y avait également des tensions importantes entre la République du Transvaal et les Zoulous commandés par le roi Cetshwayo. Les Zoulous occupaient un royaume au sud-est, limité d'un côté par la République du Transvaal et de l'autre par le Natal britannique. Depuis sa prise de trône, le roi Cetshwayo avait étendu son royaume et réintroduit de nombreuses pratiques militaires de l'illustre roi Shaka. Il avait aussi commencé à équiper ses impis avec des armes à feu, bien que le processus d'équipement ne soit pas achevé, la majorité des guerriers n'étant armés que de boucliers, de cannes, d'épieux et de sagaies... Au nombre de plus de 40 000, les guerriers zoulous, motivés, disciplinés et fiables furent une formidable force sur leur propre terrain, compensant le manque d'armes modernes. Le roi Cetshwayo bannit alors les missionnaires européens de son royaume, et il incita vraisemblablement d'autres communautés indigènes à se soulever contre les Boers au Transvaal. Les Boers du Transvaal se sentirent de plus en plus menacés, mais le roi Cetshwayo garda de bonnes relations avec les Britanniques afin de pouvoir gérer le cas échéant la menace boer.

### L'annexion de 1877
En 1877, le Transvaal était en situation de banqueroute et était menacé par une offensive imminente des armées zoulous en provenance du Natal. Lord Carnavon, le ministre des colonies britanniques, un partisan de la création d'une fédération d'Afrique du Sud, pensa alors que les habitants du Transvaal ne pourraient que se réjouir d'une annexion par le Royaume-Uni.
Le 4 janvier 1877, sir Theophilus Shepstone pénétra dans la république boer avec 25 hommes de la police montée du Natal. Ce fut sans rencontrer de résistance qu'il atteignit Pretoria, où les discussions avec le gouvernement boer aboutirent à l'annexion du Transvaal par l'Empire britannique le 12 avril 1877. Le vice-président de la République, Paul Kruger, fut alors l'un des rares dirigeants boers à s'y opposer. Mais aussi longtemps que la menace zouloue était présente, les Boers préférèrent se satisfaire d'un statu quo. S'ils se dressaient contre l'Empire britannique, ils craignaient de se voir attaquer par le roi Cetshwayo et ses armées zouloues. Ils craignaient également de devoir faire face à des fronts supplémentaires face aux tribus locales. Le ressentiment contre l'Empire britannique et le sentiment nationaliste grandirent à la suite de l'annexion.
C'est avec Piet Joubert et Marthinus Wessel Pretorius que Paul Kruger commença à organiser une résistance armée qui ne fut en mesure de passer à l'action qu'à la fin de l'année 1880.
Les Boers du Transvaal dirigés par Paul Kruger (le futur président du Transvaal) décidèrent de gérer en premier la menace zouloue, et d'autres tribus locales, avant de s'opposer à l'annexion britannique. Paul Kruger fit deux visites à Londres pour des pourparlers directs avec le gouvernement britannique. En septembre 1878, au retour de sa seconde visite, Kruger rencontra à Pietermaritzburg les représentants britanniques sir Henry Bartle Frere et le lieutenant general Frederic Augustus Thesiger (peu après avoir hérité du titre de lord Chelmsford), pour discuter des progrès des négociations.

### La guerre zouloue
Sir Theophilus Shepstone, en sa qualité de gouverneur britannique, éprouvait des inquiétudes quant à l'expansion zouloue et la menace que représentait l'armée zouloue du roi Cetshwayo, qui commençait à s'équiper de mousquets et d'autres armes modernes. En tant qu'administrateur du Transvaal, il en était également le protecteur et était concerné par le contentieux territorial entre les Zoulous et le Transvaal. Les demandes boers et les manœuvres diplomatiques de Paul Kruger ajoutèrent à la pression. Il y eut des incidents impliquant des soldats zoulous des deux côtés de la frontière Transvaal/Natal, et les Britanniques commencèrent à se méfier de Cetshwayo (qui n'avait pas de partisans au Natal sauf l'évêque Colenso) car ayant permis certains débordements et se montrant d'allure « défiante ». Shepstone dès lors convainquit Sir Bartle Frere que le roi Cetshwayo et son armée zouloue représentait une menace pour la paix dans la région. En décembre 1878, Bartle Frere ordonna à Cetshwayo de démanteler son armée. Cetshwayo refusa et mobilisa ses troupes pour la guerre.
Le 11 janvier 1879, les Britanniques envahirent le Zoulouland avec 7 000 hommes, un même nombre d'auxiliaires africains et un millier de volontaires blancs. Les Britanniques anticipèrent la guerre avec les Zoulous, pensant avec la force levée pouvoir contrer l'armée zouloue dont la motivation et le nombre ne tiendraient pas face au professionnalisme d'une armée coloniale solidement armée. Différents observateurs locaux (dont Paul Kruger) qui connaissaient les Zoulous avaient un grand respect pour les armées zouloues et leurs capacités offensives, et recommandèrent dès lors des stratégies défensives dont un feu nourri à partir d'un point fortifié, tel le laager qui fit ses preuves à la bataille de Blood River. Cependant, l'avertissement fut ignoré et le 22 janvier 1879, les Britanniques perdirent plus de 1 600 soldats lorsqu'ils furent surpris par l'armée zouloue à la bataille d'Isandhlwana. Peu après cependant à Rorke's Drift à la frontière entre le Zoulouland et le Natal, les Britanniques réussirent à tenir tête à l'armée zouloue en un poste promptement fortifié, en lui infligeant d'importantes pertes. Une fois les renforts arrivés, les Britanniques remportèrent une série d'escarmouches et s'emparèrent de la capitale zouloue Ulundi en juillet 1879, ce qui consacra la fin de l'indépendance zouloue.
Sir Garnet Wolslely s'occupa alors des Pedis du Transvaal, qui furent finalement battus par les troupes britanniques en 1879.

## Déclenchement de la guerre des Boers

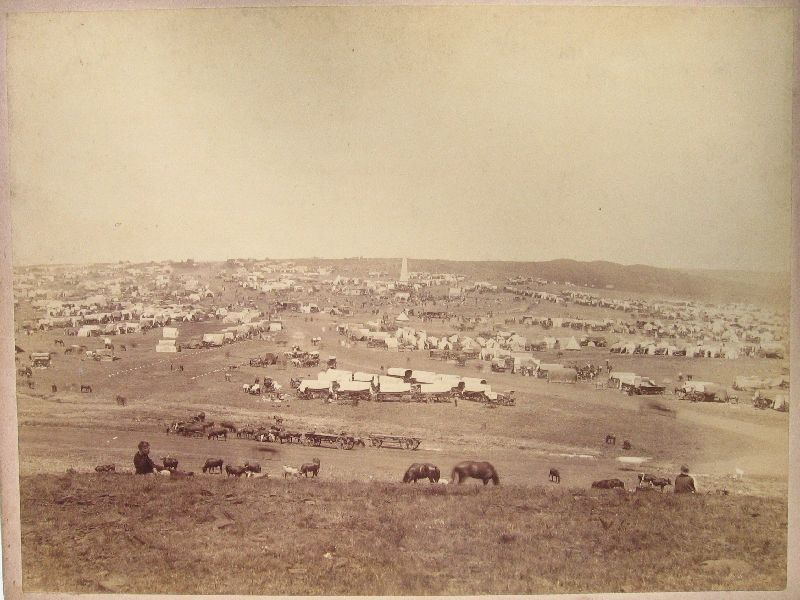
Rassemblement boer à Paardekraal (Krugersdorp) en 1891, pour les 10 ans du serment.

Avec la défaite des Zoulous et des Pedis, les Boers du Transvaal commencèrent à donner de la voix contre l'annexion du Transvaal intervenue en 1877, affirmant que celle-ci avait été réalisée en violation de la convention de Sand River de 1852 et la convention de Bloemfontein de 1854.
Le major-général sir George Pomeroy Colley, après être retourné brièvement en Inde, revint en tant que gouverneur du Natal et du Transvaal, haut-commissaire du Sud-Est africain et commandant militaire en juillet 1880. Divers engagements empêchèrent Colley de se rendre au Transvaal où il avait une expérience des Boers. Au lieu de cela, il se basa sur les rapports de l'administrateur du territoire, Sir Owen Lanyon, qui n'avait que peu de connaissance des Boers. Lanyon demanda tardivement un renforcement des troupes en décembre 1880, mais fut dépassé par les événements.
Le 13 décembre 1880, 6 000 Boers se rassemblèrent sur le site de Paardekraal (de nos jours à Krugersdorp, qui ne sera fondé qu'en 1887), et jurèrent de se battre pour récupérer leur indépendance.
Les Boers déclenchèrent une révolte le 16 décembre 1880 et passèrent à l'action contre la colonne britannique « 94th Foot », arrivée pour renforcer Pretoria.

## Déroulement de la guerre

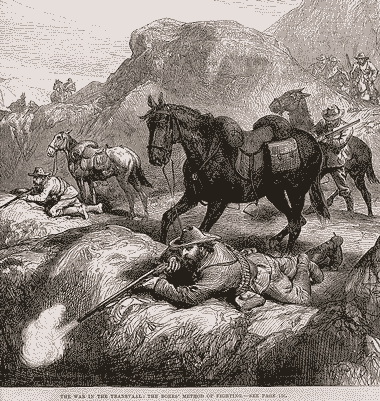
Boers au combat. Gravure parue dans l'Illustrated London News, 1881.

Après que le Transvaal eut formellement déclaré son indépendance du Royaume-Uni, la guerre débuta le 16 décembre 1880 par des tirs de Boers du Transvaal à Potchefstroom. Cela conduisit à la bataille de Bronkhorstspruit le 20 décembre, où les Boers attaquèrent et détruisirent un convoi de l'armée britannique. Du 22 décembre 1880 au 6 janvier 1881, les garnisons de l'armée britannique de tout le Transvaal (dont celles de Pretoria, Potchefstroom, Rustenburg et Lydenburg) se retrouvèrent assiégées.
Bien que l'on parle généralement à ce moment de guerre, les engagements ne concernaient à l'époque que peu de troupes pour une durée limitée d'une dizaine de semaines d'actions sporadiques.
Les peuples boers ne disposaient pas d'une armée régulière. Lorsqu'un danger menaçait, tous les hommes d'un même territoire se rassemblaient en unités militaires appelées kommandos, élisant ses officiers. En tant que milice civile, chaque homme portait les vêtements qu'il désirait, vêtement de tous les jours, ou tenue kaki de fermier, pantalon, veste et chapeau. Chaque homme amenait son arme et sa propre monture. Le citoyen boer moyen était un fermier qui avait passé l'essentiel de sa vie à arpenter la nature, et dont la survie dépendait autant de son arme que de sa monture pour son alimentation. Ils étaient des tireurs aguerris et de bons cavaliers, connaisseurs du terrain. La plupart des Boers disposaient de fusils à un coup à culasse tels le Westley Richards (en), le Martini-Henry, ou le Remington Rolling Block. Quelques-uns disposaient d'armes à répétition, tel une Winchester ou un Swiss Vetterli. Ces tireurs avaient l'habitude de tirer cachés, d'une position couchée devant atteindre leur but au premier coup, sachant qu'une seconde chance se présentait difficilement. En rassemblements, des compétitions de tir étaient régulièrement organisées, prenant par exemple pour cible un œuf distant de 100 mètres. Les kommandos boers étaient experts en cavalerie légère, capables d'utiliser chaque subtilité du terrain et d'utiliser à bon escient leurs fusils à culasse pour terrasser les troupes britanniques.
Les uniformes de l'infanterie britannique étaient des vestes rouges, un pantalon bleu avec un liseré rouge et un casque proéminent, une tenue particulièrement visible dans les territoires africains. Les Highlanders portaient le kilt. L'arme standard de l'infanterie était le Martini-Henry, à culasse et un coup, disposant d'une longue baïonnette. Les artilleurs de la Royal Artillery portaient des vestes bleues. Ce qui permettait aux snipers boers d'atteindre aisément les troupes britanniques à distance. Les Boers ne possédaient pas de baïonnettes, ce qui les désavantageait en combat rapproché, ce qu'ils évitaient dès lors. Habitués aux escarmouches de frontières depuis des années, ils avaient davantage développé des qualités de mobilité, de discrétion, d'habileté au tir, alors que les troupes britanniques étaient axées sur les valeurs de réponse aux ordres, de discipline, de formation et de tir synchronisé. Le soldat britannique moyen était peu autonome et avait peu de pratique de tir sur cible : l'entraînement au tir consistait essentiellement en des tirs synchronisés collectifs sur ordre.
À la première bataille de Bronkhorstspruit, le lieutenant-colonel Anstruther et les 120 hommes de la « 94th Foot » (Connaught Rangers) furent tués ou blessés en juste quelques minutes de tirs boers. Les Boers totalisèrent 2 morts et 5 blessés. Ce régiment essentiellement irlandais marchait vers l'ouest en direction de Pretoria, conduit par le lieutenant-colonel Anstruther, quand il fut arrêté par un kommando boer. Son commandant, Piet Joubert, ordonna à Anstruther et sa colonne de quitter ce territoire qui était désormais de nouveau une république indépendante, toute nouvelle avancée étant considérée comme un acte de guerre. Anstruther refusa et ordonna une distribution de munitions. Les Boers ouvrirent le feu et les assaillants furent anéantis. Anstruther ordonna de se rendre.
La révolte boer prit par surprise les six forts britanniques disséminés dans le Transvaal, et abritant quelque 2 000 hommes, dont des troupes irrégulières, et en des positions aussi faibles que le fort de Lydenburg et ses 50 hommes dans l'Est, qu'Anstruther venait juste de quitter. Isolés et aussi faiblement occupés, de tels forts ne pouvaient que soutenir un siège et devaient attendre d'être secourus. Les cinq autres forts, séparés chacun d'un minimum de 80 kilomètres, se trouvaient à Wakkerstroom et Standerton au sud, Marabastadt au nord, et Potchefstroom et Rustenburg à l'ouest.
La garnison britannique de Pretoria était par ailleurs assiégée. Elle ne put se défaire de ce siège, et eut à combattre à l'occasion des batailles d'Elandsfontein et Rooihuiskraal.
Les trois principales batailles de la guerre se tinrent toutes à peine 25 kilomètres l'une de l'autre au début 1881, à Laing’s Nek (28 janvier), la rivière Ingogo (8 février) et à la colline de Majuba (27 février). Ces batailles étaient des tentatives du major-général sir George Pomeroy Colley pour aller délivrer les forts assiégés. Colley avait demandé des renforts qui ne pourraient le rejoindre avant la mi-février. Il était cependant convaincu que les garnisons assiégées ne tiendraient pas jusque-là. En conséquence, à Newcastle, à proximité de la frontière du Transvaal, il monta une troupe de libération (la « Natal Field Force ») constituée de soldats disponibles, mais qui ne comprit que 1 200 hommes. Les troupes de Colley étaient désavantagées en ce qu'elles étaient peu montées, un sérieux désavantage sur ce type de terrain en un tel type de conflit. La plupart des Boers étaient montés et d'excellents cavaliers. Malgré cela, les forces de Colley se mirent en route vers le nord le 24 janvier 1881 vers Laing’s Nek pour aller délivrer Wakkerstroom et Standerton, les forts les plus proches.
À la bataille de Laing's Nek le 28 janvier 1881, la « Natal Field Force » dirigée par le major-général sir George Pomeroy Colley s'engagea dans des attaques de cavalerie et d'infanterie pour emporter les positions boers des monts du Drakensberg pour délivrer les garnisons britanniques. Les Britanniques furent repoussés en subissant de lourdes pertes de la part des Boers commandés par Piet Joubert. Des 480 Britanniques ayant participé aux charges, 150 ne revinrent pas. De plus les tirs boers avaient blessé ou tué de nombreux officiers.
D'autres actions se déroulèrent dont la bataille de Schuinshoogte (également connue sous le nom de bataille d'Ingogo) le 8 février 1881, où une autre troupe britannique échappa de peu à l’anéantissement. Le major-général sir George Pomeroy Colley trouva refuge avec la Natal Field Force au mont Prospect, à cinq kilomètres au sud en l'attente de renforts. Le 7 février, un courrier vers Newcastle fut attaqué par les Boers, et dut retourner au Mont Prospect. Le jour suivant, Colley, déterminé à garder ses routes et communications ouvertes, accompagna le courrier avec une escorte importante. Les Boers attaquèrent le convoi au passage de la rivière Ingogo, avec une troupe de 300 hommes. Les forces en présence étaient relativement équilibrées et le combat dura plusieurs heures. Les Boers gardèrent cependant l'avantage, et une tempête permit opportunément de retourner à Mont Prospect. Au cours de cet affrontement, les Britanniques perdirent 139 hommes et officiers, soit la moitié de la troupe qui escortait le convoi.

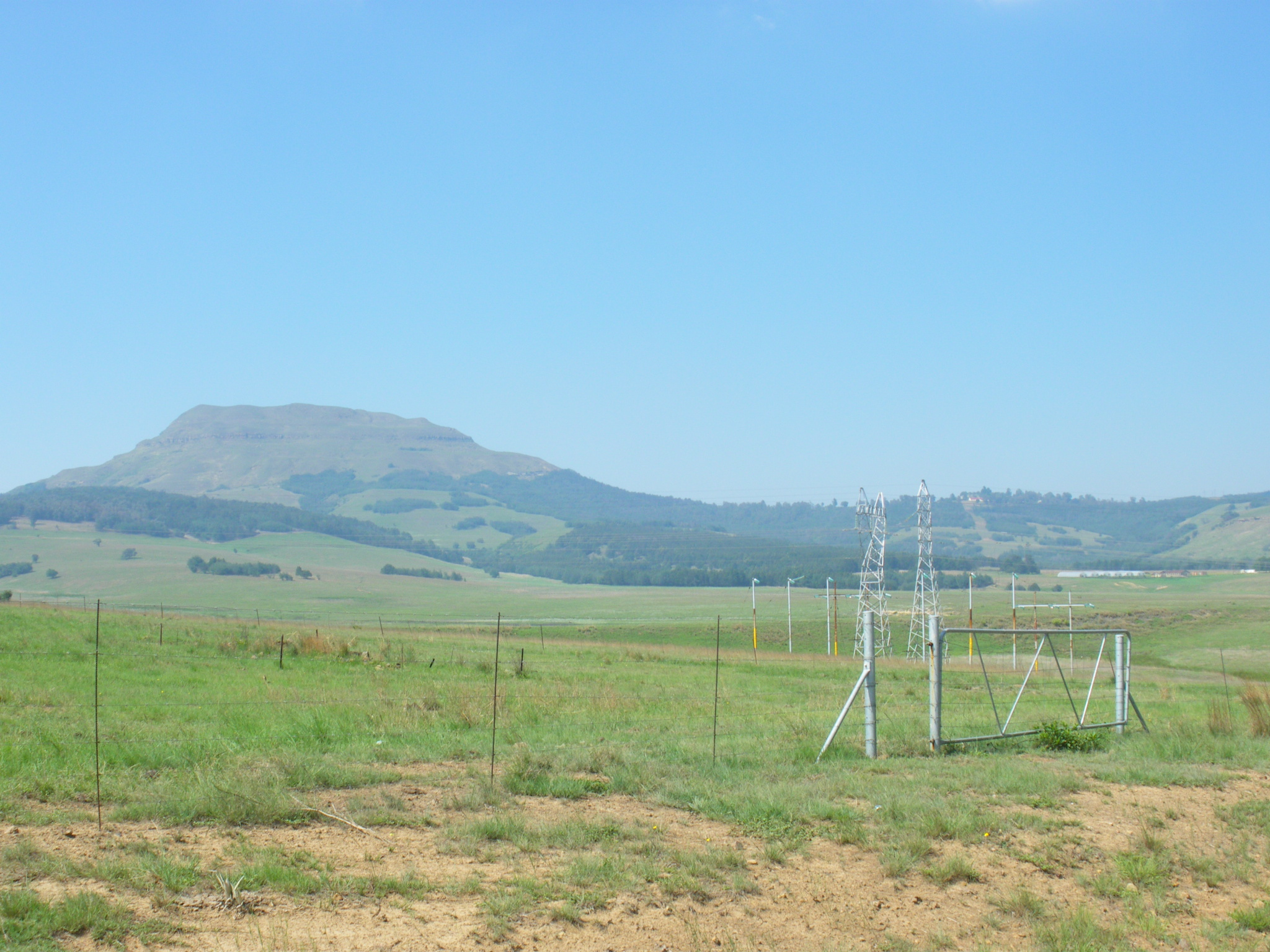
Majuba Hill vue depuis Laing's Nek ; à droite le centre d'accueil et le musée.

Les hostilités furent suspendues le 14 février, en attendant l'issue des négociations débutées sur une offre de Paul Kruger. Durant cette période, les renforts promis par Colley arrivèrent, précédant d'autres annoncés. Le gouvernement britannique proposa une Commission royale d'investigation et un possible retrait des troupes, avec une attitude conciliante avec les Boers. Colley était critique à l'égard d'une telle position, et prit l'initiative d'attaquer de nouveau afin de donner aux Britanniques une position plus forte pour les négociations. Il en résulta le désastre de la bataille de Majuba le 27 février 1881, la plus grande des humiliations pour les Britanniques.
Le 26 février 1881, Colley entreprit une marche nocturne accompagné de 360 hommes pour occuper le sommet de la colline de Majuba qui surplombait les positions boers. Dès le début de la matinée, les Boers aperçurent les troupes britanniques au sommet de la colline, et entamèrent immédiatement l'ascension pour attaquer. Les Boers, tirant à bon escient et utilisant les avantages du terrain, pénétrèrent les positions britanniques. Les trois groupes, arrivés du nord puis entourant la colline, emportèrent les troupes britanniques qui subirent un revers considérable, le général Colley étant lui-même tué dans la bataille. Cette défaite eut un tel impact qu’au cours de la seconde guerre des Boers, un des slogans des troupes britanniques fut Souvenez vous de Majuba. Les Boers n'eurent qu'un seul mort à déplorer et quelques blessés.
Les hostilités se poursuivirent jusqu'au 6 mars 1881, lorsqu'une trêve fut déclarée, ironiquement selon les mêmes termes proposés par Colley. Les forts du Transvaal avaient tenu, contrairement aux prévisions de Colley, avec des sièges généralement calmes, les Boers attendant la faim et la maladie pour frapper. Les forts ne subirent que de faibles pertes, avec des engagements sporadiques, si ce n'est à Potchefstroom, où 24 soldats perdirent la vie, ainsi que 17 à Pretoria, dans les deux cas à la suite de raids occasionnels sur des positions boers.
Bien que les Boers aient exploité au mieux leurs qualités, leurs tactiques non conventionnelles, leurs habitudes de chasseurs et leur mobilité n'expliquent pas complètement les lourdes pertes britanniques. Comme les Boers, les Britanniques utilisaient des fusils à culasse à un coup (le Martini-Henry), mais ils étaient, contrairement aux Boers, des professionnels et l'Armée britannique avait combattu sur des terrains difficiles des armées aussi mobiles telles des tribus du Nord de l'actuel Afghanistan. Une bonne partie de la défaite peut être imputée au commandement britannique et au major-général sir George Pomeroy Colley, et en particulier le peu d'intelligence tactique et de mauvaises communications. À Laing’s Nek, Colley ne sous-estima pas seulement le nombre de ses adversaires, mais il fut également mal informé, et fut surpris de la force de l'attaque de ses adversaires. La confrontation à Ingogo fut vraisemblablement imprudente, sachant que les renforts étaient en route, et que Colley avait déjà eu l'expérience du combat avec les Boers. De fait, la question peut être posée si le convoi avait dû être envoyé en sachant qu'il était fort vulnérable à une attaque et s'il était nécessaire que ce soit Colley lui-même qui conduise l'expédition. La décision de Colley d'entreprendre une attaque sur Majuba Hill pendant les discussions et la trêve apparut comme une initiative peu pertinente de par le peu de valeur stratégique d'une telle action, le sommet de la colline se trouvant à portée de tir des Boers. Une fois la bataille de Majuba Hill entamée, le commandement de Colley et sa compréhension de la situation se détériorèrent, envoyant notamment des messages confus par héliographe à Mount Prospect, demandant d'abord des renforts puis annonçant la retraite des Boers. Ces erreurs de commandement et de communication causèrent la mort de nombreux soldats britanniques.

## La paix de 1881

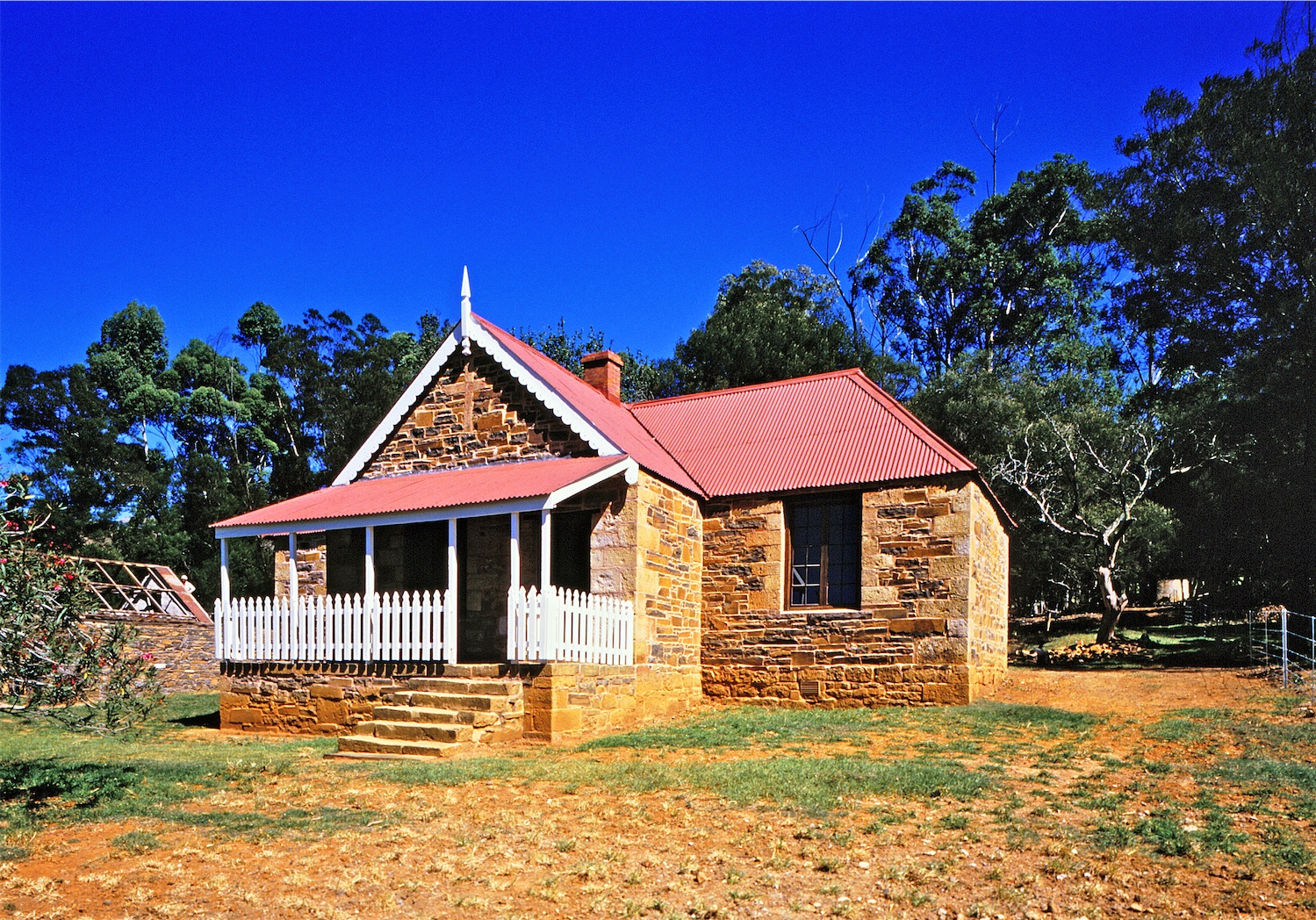
O'Neil's Cottage, lieu de signature du traité, à proximité de Majuba

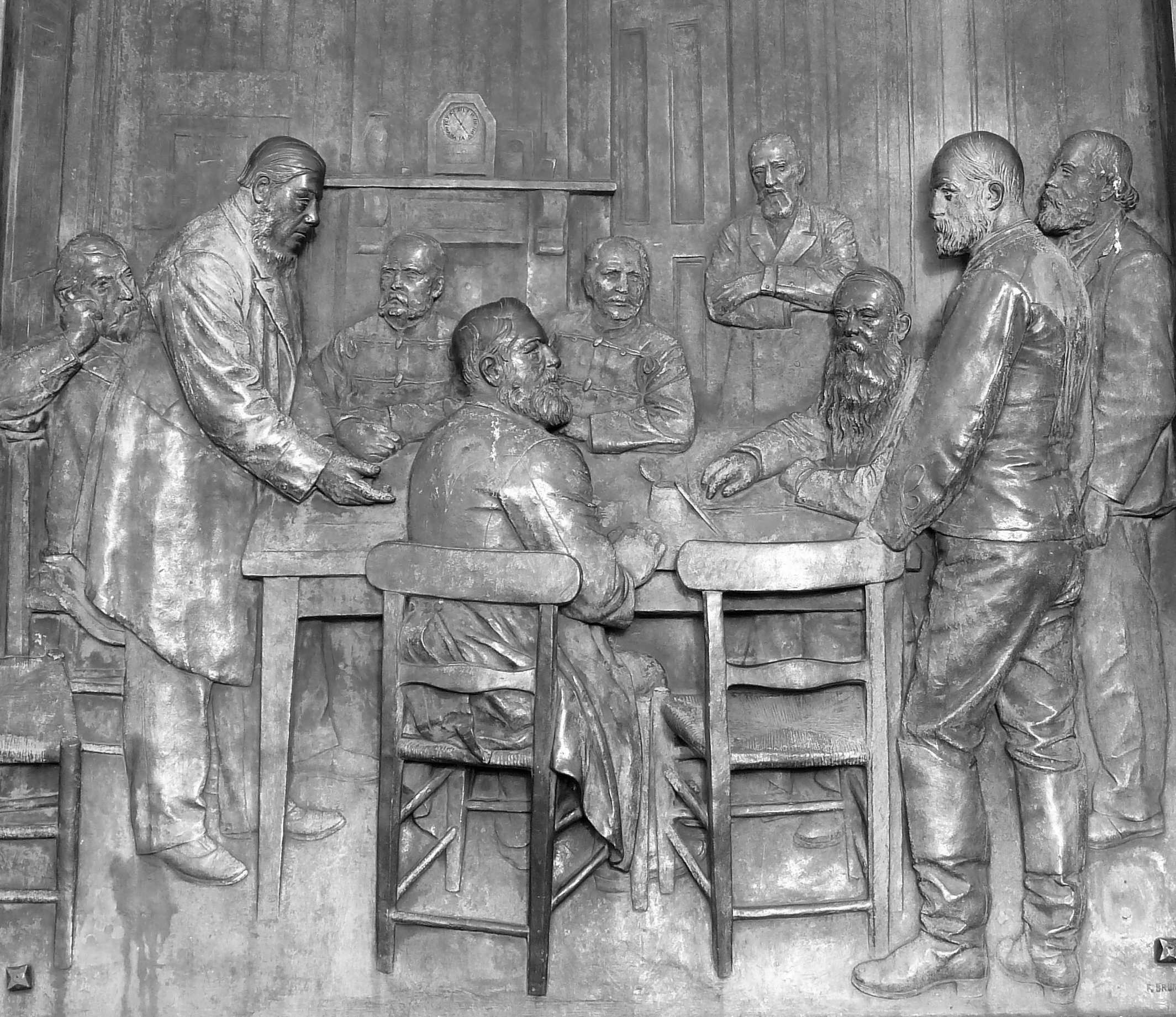
Bas-relief représentant les discussions tenues à O'Neil's Cottage, sur le socle de la statue de Paul Kruger à Pretoria

Le gouvernement britannique de William Gladstone se montra conciliant et réalisa que toute action supplémentaire demandait un renforcement considérable des troupes pour une guerre qui s'avérerait hasardeuse et coûteuse. Ne souhaitant pas prolonger cette guerre lointaine dont il ne pensait pas pouvoir tirer grand chose (le Transvaal ne possédait pas à l'époque de ressources minières ou autres connues, se trouvant être un pays d'agriculture et d'élevage), le gouvernement décréta une trêve.
Sous instruction du gouvernement britannique, sir Evelyn Wood (qui remplaça Colley à la suite de sa mort le 27 février 1881) signa l'armistice de la fin de la guerre et un traité de paix fut signé avec Kruger à O'Neil's Cottage (à quelques centaines de mètres au sud de Majuba Hill - 27° 30′ 03″ S, 29° 51′ 24″ E) le 6 mars. Par le traité de paix final du 23 mars 1881, les Britanniques accordèrent une indépendance de gouvernement sous une tutelle britannique théorique, les Boers acceptant nominalement la loi de la Reine et le contrôle britannique sur les affaires africaines et les territoires indigènes. Une commission de trois hommes établit la convention de Pretoria du 3 août 1881, qui fut ratifiée le 25 octobre 1881 par le Transvaal Volksraad (parlement du Transvaal). Ce qui conduisit au retrait des dernières troupes britanniques.
En 1884, la convention de Londres redonna sa pleine souveraineté au Transvaal réorganisée sous sa forme originelle de république d'Afrique du Sud.
En 1886, une autre ressource minérale d'importance fut découverte à environ 50 kilomètres au sud de Pretoria, dans une zone de collines appelée Witwatersrand (littéralement « la cordillère de l'eau blanche »), et qui s'avéra le plus important filon d'or du monde. Il est à l'origine de la création de la ville de Johannesburg. Moins riche que les filons canadien et australien, l'exploitation du Witwatersand s'avéra cependant la plus profitable.
En 1899, quand les tensions aboutirent au déclenchement de la seconde guerre des Boers, l'enjeu de l'or suscita davantage l'investissement de l'Empire britannique et l'augmentation des coûts de la guerre pour remporter la victoire.